# Leichtentzündliche Stoffe

GHS-Symbol

Leichtentzündlich
_____________________________
Gefahrensymbol F
(veraltete EU-Kennzeichnung)

Leichtentzündliche Stoffe waren nach Richtlinie 67/548/EWG Gefahrstoffe, die folgende Eigenschaften aufweisen:
- Stoffe, die sich bei Raumtemperatur an der Luft ohne Energiezufuhr erhitzen und schließlich entzünden können,
- Feststoffe, die sich bei kurzzeitiger Einwirkung einer Zündquelle leicht entzünden und nach deren Entfernung weiterbrennen oder -glimmen können,
- Flüssigkeiten, die einen niedrigen Flammpunkt haben (unter 23 °C),
- Stoffe, die bei Berührung mit Wasser oder feuchter Luft hochentzündliche Gase entwickeln (mindestens 1 l/kg/h)

- Beispiele: Aceton, Ethanol

Inzwischen ist diese Richtlinie aufgehoben und durch das Global harmonisierte System zur Einstufung und Kennzeichnung von Chemikalien (kurz GHS) abgelöst und am 1. Juni 2015 durch die Verordnung Nr. 1272/2008 (CLP-Verordnung) ersetzt. Damit ist auch das Gefahrensymbol durch das entsprechende GHS-Piktogramm für entzündbare Stoffe abgelöst, welches hochentzündliche, leichtentzündliche und entzündliche Stoffe zusammenfasst.
Gemäß Definition in der Publikation VdS 2046, Gesamtverband der Deutschen Versicherungswirtschaft e. V. (GDV) sind als „leicht entzündlich“ solche brennbare Stoffe einzustufen, die der Flamme eines Zündholzes 10 s lang ausgesetzt, nach der Entfernung der Zündquelle von selbst weiterbrennen oder weiterglimmen. Hierunter können fallen: Heu, Stroh, Strohstaub, Mehl, Hobelspäne, lose Holzwolle, Magnesiumspäne, Reisig, loses Papier, Baum- und Zellwollfasern, Kunststoffe, Lacke, Lösungsmittel und Öle.